# Fernando Checa Cremades
Fernando Checa Cremades (Madrid, 1952) es un historiador del arte y profesional en diversos ámbitos de la museografía española. Es especialista en la pintura barroca del siglo XVII y en las relaciones de la monarquía hispánica con el arte. Fue Director del Museo del Prado de 1996 a 2001.

## Biografía
Estudió filosofía y letras y derecho en la Universidad Complutense de Madrid. En 1981 se doctora, pero desde 1976 ejerce la enseñanza en esta universidad. Ha obtenido el Premio Nacional de Historia en 1993, que podemos considerar el lógico reconocimiento por su destacada trayectoria en la publicación de estudios sobre el arte español y los correspondientes contextos históricos, como Pintura y escultura del renacimiento en España (1983), Carlos V y la imagen del héroe en el renacimiento (1987), La imagen impresa en el renacimiento y el manierismo (1.ª parte del tomo XXXI de la colección «Summa Artis», 1987), Felipe II, mecenas de las artes (1992), Tiziano y la monarquía hispánica. Usos y funciones de la pintura veneciana en España. Siglos XVI y XVII (1994), Las maravillas de Felipe II (1998), Carlos V. La imagen del poder en el renacimiento (2000) y El emperador Carlos V, a caballo, en Mühlberg, de Tiziano (2002). Por su labor estudiando el arte español bajo la Casa de Austria, ha sido el protagonista de varias exposiciones sobre el tema en las que constantemente ha intentado contextualizar el fenómeno artístico en el marco histórico-político correspondiente.
En 1996, José María Luzón Nogué dimite como director del Museo del Prado y la nueva ministra de Cultura, Esperanza Aguirre, propone a Checa como su reemplazo y le encarga el proyecto de ampliación de la Institución. 
Durante el mandato de Checa se emprenden las obras de restauración del Casón del Buen Retiro y la adscripción del claustro de San Jerónimo el Real al conjunto del Prado y se desarrolló un extraordinario plan de reforma del Museo. Se adquieren asimismo varias obras y prosiguió con el sistemático plan de restauración de obras de arte.
Es Premio Nacional de Historia de España.